# 사랑하니까 (드라마)
《사랑하니까》는 1997년 10월 27일부터 1998년 4월 14일까지 방영된 SBS 월화드라마이다.

## 기획 의도
아내 없이 홀로 자식을 키워온 아버지와 세 딸의 삶을 통해 가족 간의 이해와 사랑을 복원하는 홈 드라마

## 등장 인물
- 장용 : 어수선 역
- 오현경 : 수선의 첫째 딸 어지나 역
- 이영애 : 수선의 둘째 딸 어유나 역
- 김규리 : 수선의 막내 딸 어세나 역
- 배종옥 : 수선의 아내 은아 역
- 이순재 : 은아의 아버지 역
- 나문희 : 은아의 어머니 역
- 김호진 : 준모 역
- 한진희 : 옹상옥 역
- 김창숙 : 상옥의 아내 희정 역
- 윤다훈 : 상옥의 첫째 아들 옹기준 역
- 이보은 : 상옥의 둘째 아들 옹기혁 역
- 이찬 : 이현 역
- 김청 : 현의 어머니 역
- 김해숙 : 현의 고모 역
- 박은영 : 안수연 역
- 권기선 : 애경 역
- 여운계 : 애경 어머니 역
- 김응석 : 영진 역
- 고형종
- 김현화
- 손혜령
- 오대규
- 김명민
- 이한갈

## 수상
- 1997년 SBS 연기대상 최우수 연기상 이영애

## 결방 사유 및 편성 변경
- 1997년 12월 1일 : 8시부터 특별생방송 《대통령 후보 초청 합동 토론회》가 편성되어 결방됐으며 이 과정에서 《SBS 8 뉴스》는 7시, 《현장출동 850》은 7시 50분, 월~목 8시 55분 일일극 《지평선 너머》는 10시에 방영됐고 해당 작품은 다음 날 11~12회 연속 방송됨
- 1997년 12월 30일 : 특선영화 《에이스 벤추라》 편성으로 결방됐으며 전날 19~20회 연속 방영됨
- 1998년 1월 27일 : 특선영화 《라스트맨 스탠딩 》 편성으로 결방됐으며 전날 26~27회 연속 방영됨
- 1998년 2월 17일 : 9시부터 《1998년 동계 올림픽》 중계로 인해 《지평선 너머》는 10시, 해당 작품은 10시 45분에 방영됨

## 참고 사항
- 당초 <아버지와 딸>이라는 제목[2]을 통해 《이웃집 여자》 후속으로 기획되었지만 권기선 (애경 역) 여운계 (애경 어머니 역)이 원래 《초원의 빛》 후속 KBS 1TV 아침 TV 소설로 기획됐으나[3] 갑작스럽게 9시 주말극으로 바뀐 KBS 2TV 《아씨》에 녹주(권기선) 박씨(여운계 역)으로 캐스팅된 데다[4] SBS 내부에서 반대하는 의견이 많아지자[5] 편성이 보류됐다가 뒷날 월화극으로 변경되었는데 김혜수 김희선 황수정 등이 젊은층 연기자 물망에 올랐지만[6] 모두 불발됐는데 여운계는 임종을 맞이하는 형식을 통해 1998년 1월 11일 방송분을 끝으로 《아씨》에서[7] 빠졌으며 이 작품은 50부작으로 기획됐으나 여성단체로부터 "시대에 맞지 않는 인고의 여인상만 강조한다"는 항의를 받아온 데다[8] "주말극이 너무 많다" "제작비가 많이 든다"는 명분 아래 34회(98년 2월 1일)로 조기종영 계획이었으나[9] 이를 위해 극의 진행 전개 속도가 빨라지면서 25%대로 시청률이 상승했고 이에 KBS는 4편 늘린 38회(98년 2월 15일)까지 9시 주말드라마로 방송하되 그 이후엔 시간대를 옮겨 계속 방영하는 것도 한때 검토했으며 이 때문에 50부작으로 기획됐지만 살인·자식유기 등 극단적인 내용을 담아[10] 10% 초반 시청률로 고전을 면치 못한 SBS 《아름다운 죄》가 20편 축소된 30회(98년 3월 1일)로 조기종영됐는데 《아씨》에서 극중 송은심 역을 맡았던 이일화, 김세윤 (임종을 맞이하는 형식으로 1998년 1월 31일 빠짐)(아씨의 시아버지 이참봉 역)[11] 여운계 (임종을 맞이하는 형식으로 1998년 1월 11일 하차)(아씨의 시할머니 박씨 역)[12] 등 아씨의 윗세대 인물들이 대거 하차한 뒤 1998년 1월 31일부터 성인 김유미 역으로[13] 《아씨》에 중도합류한 정혜영이 SBS 공채 탤런트 출신(이일화-92년 2기 정혜영-93년 3기)이었던 데다 SBS가 1998년 1월 14일부터 24부작 미니시리즈 《모래시계》를 수목-토일 9시 50분에 재편성하여[14] 아픔이 두 배이기도 했고 《아씨》는 앞시간대 주말극 《웨딩드레스》가 "IMF 시대에 역행하는 사치성 드라마"로 낙인찍힌 데다[15] 16%대의 시청률에 머물러 가족시청-주부시청이란 주말드라마 경쟁 구도에서 상대가 되지 못하여 22회(98년 2월 15일) 만에 조기종영되어 39회(98년 2월 21일)부터 《웨딩드레스》 후속으로 변경됐다.
- 1998년 1월 5일부터 1월 11일까지 방송된 TV 드라마를 대상으로 한 소대도구 중심의 협찬광고 현황 중 자사(SBS) 1위에 선정되는 불명예[16]를 안았다.
- 담당 PD 박철은 <사랑하니까>를 끝으로 HBS 현대방송-SBS와 결별했다.
- HBS 현대방송과 공동으로 방영했는데 HBS에서는 주말에 방송했지만 그 이후 9일이 지난 뒤[17] 월화극으로 방영됐으며 1997년 7월 선발한 HBS 신인연기자[18] 7명을 전원 출연시켰다.

초반에는 작가 김수현씨 효과를 내세워 흥행하였으나, 허술한 연출, 등장인물의 정형화된 성격 등 뒤로 갈수록 부족한 구성이 드러났으며 결국 중반 이후 시청률이 갈수록 하락하여 기대 이하의 성적에 그쳤다.